# Список умерших в 1161 году

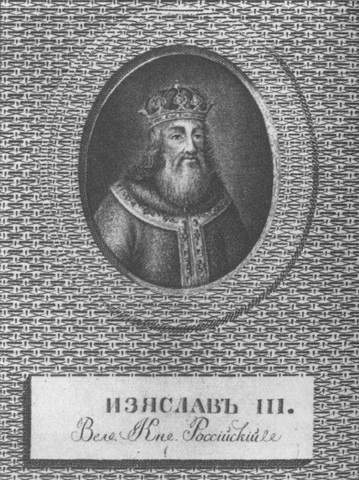
Изяслав Давыдович

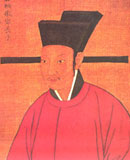
Цинь-цзун

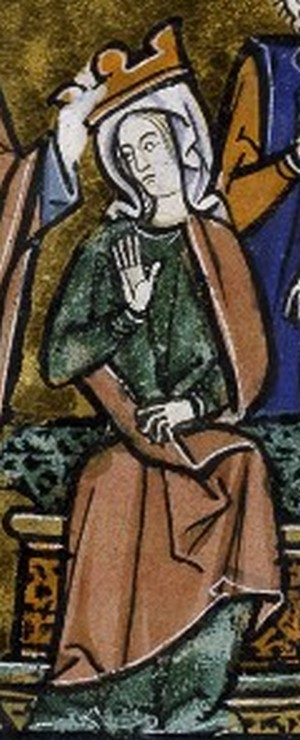
Мелисенда Иерусалимская

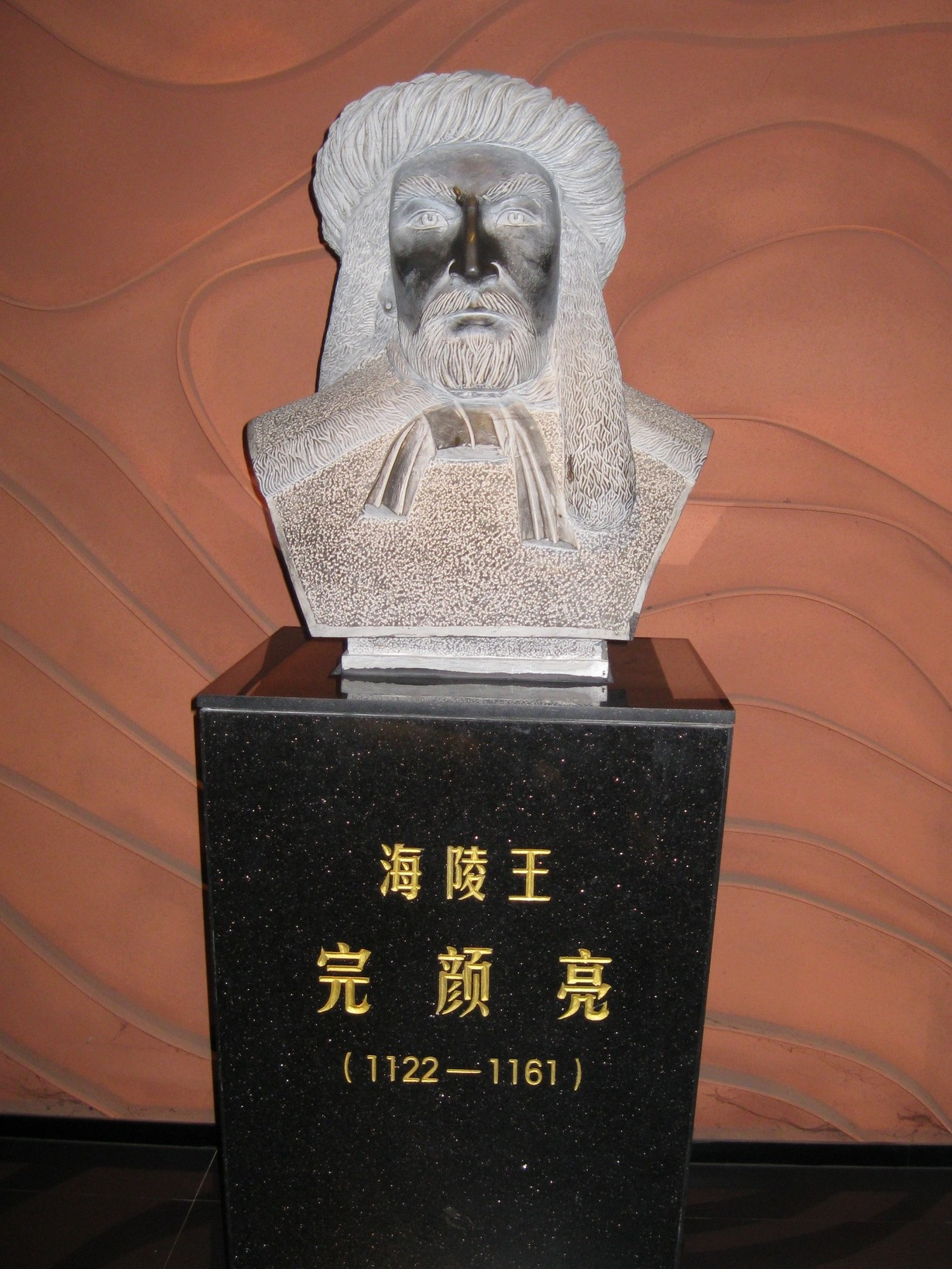
Ваньянь Дигунай

В этой статье представлен список известных людей, умерших в 1161 году.
См. также: Категория:Умершие в 1161 году

## Февраль
- 3 февраля — Инги I Горбун — король Норвегии (1136—1161). Убит в междоусобной гражданской войне.
- Сильвестр[нем.] — епископ Праги (1139—1140), отказался от епископства.

## Март
- 6 марта — Изяслав Давыдович — князь черниговский (1151—1157), Великий князь киевский (1155, 1157—1158, 1161), погиб в битве с торками
- 11 марта — Рожер IV — герцог Апулии (1156—1161). Убит во время дворцового заговора и народного восстания в Палермо.

## Апрель
- 18 апреля — Теобальд — архиепископ Кентерберийский (1138—1161), крупный государственный деятель периода феодальной анархии в Англии 1135—1154 гг.

## Май
- 12 мая — Фергус — лорд области Галлоуэй в Южной Шотландии (1130-е—1160).

## Июнь
- 14 июня — Цинь-цзун — последний император Китая империи Северная Сун (1126—1127), умер заложником чжурчжэней

## Август
- 16 августа — Гюнтер фон Хеннеберг[нем.] — князь-епископ Шпейера (1146—1161)

## Сентябрь
- 11 сентября — Мелисенда Иерусалимская — королева Иерусалима (1131—1151), жена короля Фулька.

## Октябрь
- 12 октября — Генрих V — герцог Каринтии (1144—1161), маркграф Вероны (1144—1151), утонул.
- 28 октября — Имар Тускулумский — кардинал-епископ Фраскати (1142—1159), декан Коллегии кардиналов (1153—1159). Умер после смещения с должности в монастыре

## Ноябрь
- 21 ноября — Гильом III — граф Невера, граф Осера, граф Тоннера (1148—1161), участник второго крестового похода.
- 23 ноября — Адам из Эбраха[англ.] — первый аббат Эбрахского монастыря (1127—1161)

## Декабрь
- 15 декабря — Ваньянь Дигунай — император чжурчжэньской династии Цзинь (1150—1161), убит мятежниками

## Дата неизвестна или требует уточнения
- Алауддин Хусейн Джеган-Суз — основатель династии Гуридов и одноимённого государства на востоке Персии, султан (1150—1156).
- Астальдо дельи Асталли — католический церковный деятель.
- Бертольд I фон Боблас[нем.] — епископ Наумбурга (1154—1161)
- Бруно Хильдесхаймский[нем.] — епископ Хильдесхаймский (1153—1161).
- Бурхард II фон Кверфурт — граф Кверфурта и бургграф Магдебурга (1136—1161/1162).
- Владимир Святославич — князь муромский (1147—1149), первый Великий князь рязанский (1153—1161).
- Гильом VI де Монпелье — сеньор Монпелье (1121—1147).
- Зумурруд-хатун — жена Бури бен Тугтекин (1113), а позднее Имадеддина Занги (1138), мать правителей Дамаска — сыновей Бури Исмаила и Махмуда.
- Магнус Хенриксен — король Швеции (1160—1161). Погиб в междоусобной войне.
- Маттео Боннеллюс — южноитальянский норманнский дворянин, руководитель трёх заговоров и мятежей в царствование сицилийского короля Вильгельма I Злого.
- Маттеус Платеарий — врач из Салерно, автор манускрипта о лекарственных травах под названием «Circa Instans» («Книга простых лекарств»)
- Мелисенда де Сен-Жиль — дочь Раймунда II, графа Триполи и Годиэрны де Ретель, младшая сестра Раймунда III де Сен-Жиль, невеста византийского императора Мануила I. Умерла в монастыре.
- Речунг — выдающийся учитель тибетского буддизма, ученик Миларепы
- Вильгельм де Румар — англонормандский аристократ, сеньор де Румар и Болингброк, граф Линкольн (c 1143), участник гражданской войны в Англии 1135—1154 годов. Дата смерти предположительна.
- Самсон де Мовуазен[англ.] — архиепископ Реймса (1140—1161)
- Су Ханьчен — китайский художник.
- Тамара — дочь Давида IV Строителя, царя Грузии, и царица-консорт Ширвана в качестве жены ширваншаха Минучихра III Великого.
- Хутула-хан — монгольский правитель.
- Хью[англ.] — архиепископ Палермо (1150—1161)